# Musikjahr 1683
Liste der Musikjahre

◄◄ | ◄ | 1679 | 1680 | 1681 | 1682 | Musikjahr 1683 | 1684 | 1685 | 1686 | 1687 | ► | ►►

Weitere Ereignisse
Dieser Artikel behandelt das Musikjahr 1683.

## Ereignisse
- Henry Purcell wird Orgelbauer und Verwalter der königlichen Instrumente in der Chapel Royal.
- Guillaume-Gabriel Nivers veröffentlicht seine Dissertation sur le chant grégorien.
- Thomas D’Urfey veröffentlicht eine New Collection of Songs and Poems.
- Michel Richard Delalande wird von König Ludwig XIV. zum Kapellmeister von Versailles ernannt.

## Instrumental- und Vokalmusik (Auswahl)
- Giovanni Battista Bassani – 12 sinfonie, op. 5
- Heinrich Biber – Fidicinium sacro-profanum
- Dietrich Buxtehude
  - Canite Jesu nostro, BuxWV 11
  - Gott fähret auf mit Jauchzen, BuxWV 33
  - Ich bin die Auferstehung und das Leben, BuxWV 44
  - Ich halte es dafür, BuxWV 48
- Marc Antoine Charpentier
  - Pro omnibus festis B V M, H.333
  - Orphée descendant aux enfers, H.471
  - Ouverture pour l’église, H.524
- Michel Richard Delalande
  - Les fontaines de Versailles, S.133, Uraufführung am 5. April in Versailles
  - Concert d’Esculape, S.134, Uraufführung im Mai in Versailles
  - De profundis (eine Motette, die im September in der Basilika Saint-Denis, der Begräbnisstätte der französischen Monarchen, für Königin Marie-Therèse uraufgeführt wurde)
- Isabella Leonarda – 12 Sonatas, op. 16
- Johann Pachelbel – Musicalische Sterbens-Gedancken, enthält:
  - Christus, der ist mein Leben, P.376
  - Alle Menschen müssen sterben, P.377a
  - Hertzlich tut mich verlangen, P.378
  - Was Gott thut, das ist wolgethan, P.379
  - Freu dich sehr o meine Seele
  - Verschiedene Suiten für Tasteninstrument
- David Petersen – Speelstukken
- Henry Purcell
  - Fly, bold rebellion, Z.324
  - From hardy climes and dangerous toils of war, Z.325
  - Sonnata’s of III. Parts (Satz von 12 Triosonaten, für zwei Violinen, Bass und Basso continuo, veröffentlicht in London, Z.790-801)
- Daniel Speer – Türkischer Vagant

## Musiktheater
- John Blow – Venus and Adonis
- Domenico Gabrielli – Il Gige in Lidia
- Leopold I. – Der thöreichte Schaffer
- Jean-Baptiste Lully – Phaëton
- Alessandro Scarlatti – Pompeo

## Geboren

### Geburtsdatum gesichert
- 14. Januar: Gottfried Silbermann, deutscher Orgelbauer († 1753)
- 22. Januar: Christian Löber, deutscher evangelischer Geistlicher und Kirchenlieddichter († 1747)
- 23. Januar: Christoph Graupner, deutscher Komponist und Cembalist († 1760)
- 00. Januar: Anthony Young, englischer Organist und Komponist († 1747)
- 11. März: Giovanni Veneziano, neapolitanischer Komponist und Organist († 1742)
- 10. April: Johann Michael Stumm, deutscher Orgelbauer († 1747)
- 27. April: Johann David Heinichen, deutscher Komponist und Musiktheoretiker († 1729)
- 02. Juni: Johann Peter Guzinger, deutscher Komponist, Kammermusiker und Bratschist († 1773)
- 21. September: Pere Rabassa, katalanischer Kapellmeister, Musikwissenschaftler und Komponist († 1767)
- 25. September: Jean-Philippe Rameau, französischer Komponist und Musiktheoretiker († 1764)
- 28. November (getauft): Ivan Jelínek, böhmischer Benediktinerpater, Organist, Lautenist und Komponist († 1759)

### Genaues Geburtsdatum unbekannt
- Pierre-Charles Roy, französischer Librettist († 1764)

## Gestorben

### Todesdatum gesichert
- 00. Juli: Alessandro Poglietti, Organist und Komponist (* unbekannt)
- 11. August: Balthasar Herold, deutscher Stück-, Glocken- und Kunstgießer (* 1620)
- 26. August: Christoph Schultze, deutscher Komponist und Kantor (* 1606)
- 06. September: Johann Melchior Gletle, Schweizer Organist, Kapellmeister und Komponist (* 1626)
- 08. Oktober: Philipp Friedrich Böddecker, deutscher Komponist und Organist (* 1607)
- 16. Oktober: Andreas Fromm, deutscher Pädagoge, Komponist, evangelischer und katholischer Theologe (* 1621)
- 15. Dezember: Izaak Walton, englischer Schriftsteller, Librettist, Schneider und Angler (* 1593)
- 17. Dezember: John Hingston, englischer Organist, Violinist und Komponist (* um 1606)

### Genaues Todesdatum unbekannt
- Solomon Eccles, Komponist (* 1618)
- Nathaniel Ingelo, Schriftsteller und Musiker (* um 1621)
- Johann Martin Radeck, deutscher Komponist (* 1623)
- Johann Sebastiani, deutscher Komponist (* 1622)
- Jacob Stainer, Tiroler Geigenbauer (* 1619)